# Szibériai szil
A szibériai szil (Ulmus pumila) a szilfafélék (Ulmaceae) családjának szil (Ulmus) nemzetségébe tartozó növényfaja.
Turkesztánban, Kelet-Szibériában, Mongóliában, Tibetben (Xizang), Észak-Kínában, az indiai Észak-Kasmírban és Koreában őshonos. A szibériai szilt Ázsiában, Észak-Amerikában és kisebb mértékben Európában (főleg Dél-Európában) termesztik is, mivel a szilfavésznek (Ophiostoma novo-ulmi) viszonylag jól ellenáll.
Az Egyesült Államok nyugati és középső részén invazív faj.

## Leírása
10–20 m magasra növő fa, vagy sűrű cserje. Törzse alacsonyan ágazik el, ferde.
Lombhullató, levelei kicsik (6–7 cm hosszúak), keskenyek, durván fűrészes szélűek. A levélváll többé-kevésbé szimmetrikus.
Kétivarú virágai levélhónalji csomókban tavasszal a levelek előtt jelennek meg, szélbeporzásúak. Termése a nemzetségre jellemző lependék. A termést körülvevő termésszárnyak kezdetben asszimilálnak, később a magok terjedését segítik. 
Mérsékelt éghajlaton ritkán 60 évig is él, de Ázsiában ahol őshonos, 100–150 év az élettartama.[forrás?]
Az U. pumila var. arborea (syn. Ulmus ‘Pinnato-Ramosa’) – turkesztáni szil hajtásai maradandóan szőrösek, a levelek csúcsa hosszabban kihegyezett.
A japán szillel (Ulmus japonica) alkotott hibridjét, az Ulmus ‘Sapporo Autumn Gold’-ot Angliában gyakorta ültették az 1980-as években szilfavész-rezisztenciája miatt.

## Felhasználása
A kifejlett növények szárazság- és fagytűrők, a teljes napsütötte fekvést kedvelik. A pangóvizet és árnyékot rosszul viselik.

### Bonszai
A szibériai szil kiválóan alkalmas bonszaiként történő nevelésre. Levelei aprók, gyors növekedésű, a szilfavészre kevésbé fogékony, mutatós fácska. Érdemes foglalkozni vele.

### Csodasövény
Sövénynek nemesített változatát (Ulmus pumila ‘Celer’) manapság „csodasövény” néven emlegetik, mivel képes két év alatt teljesen zárt, kerítésmagasságú tömör növényfalat képezni. Rendkívül igénytelen a talajra, tehát a homokos talajon éppoly jól fejlődik, mint a lazított agyagos, kötött talajtípusokon. A magoncok, illetve csekély fejlettségű (20 cm-nél kisebb)palánták növekedése, természetesen jóval lassabb, még napos, bő vízellátottságú, legalább közepes minőségű talajokon is 5-8 év kell a teljes záródáshoz ~2m magasságig, zárt talajtakaró növényzet között.

## Galéria

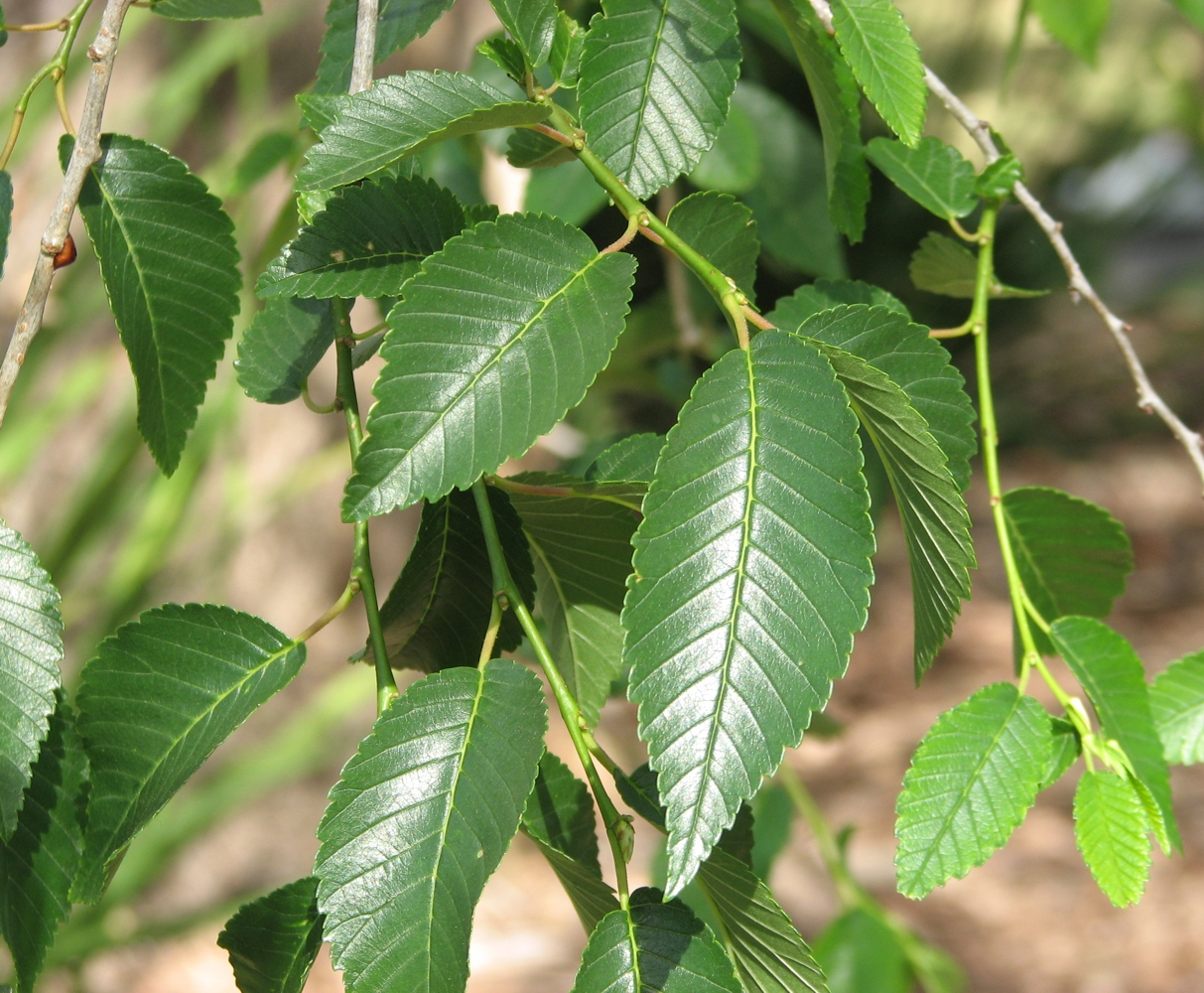
Levelek
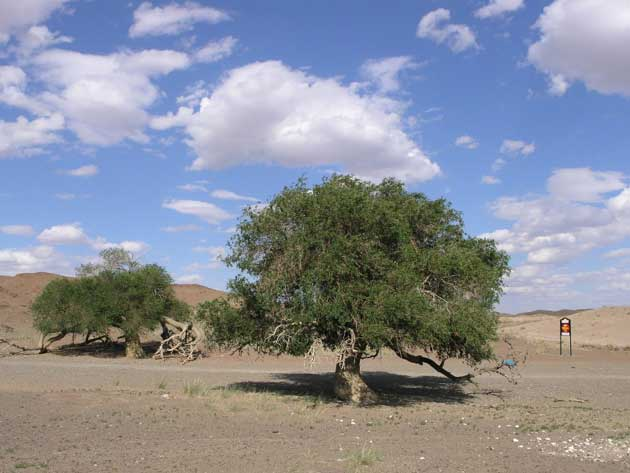
A Góbi-sivatagban
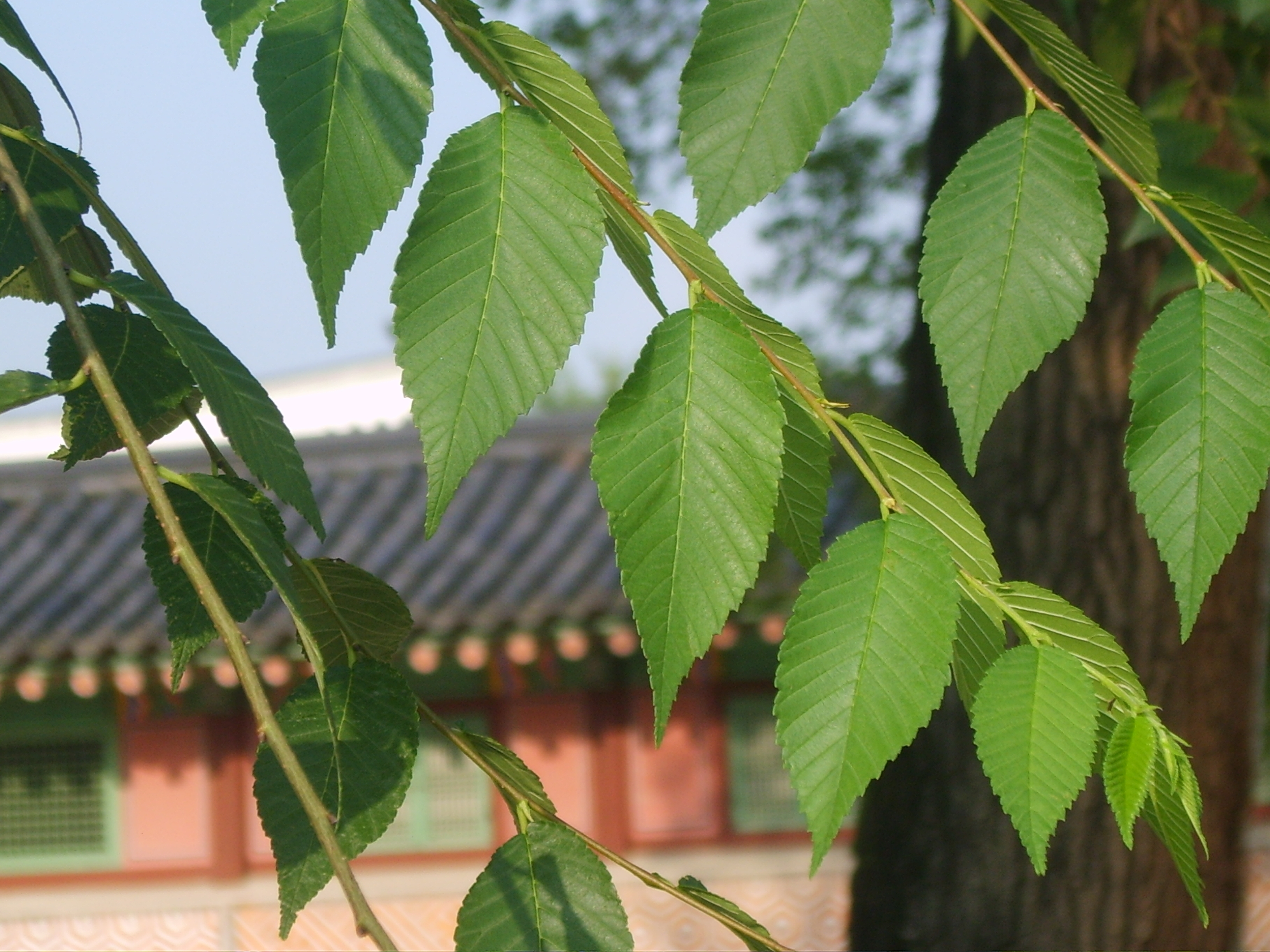
A jellegzetes hosszú, lecsüngő vesszők

## Fordítás
- Ez a szócikk részben vagy egészben  az   Ulmus pumila című angol Wikipédia-szócikk ezen változatának fordításán alapul.  Az eredeti cikk szerkesztőit annak laptörténete sorolja fel. Ez a jelzés csupán a megfogalmazás eredetét és a szerzői jogokat jelzi, nem szolgál a cikkben szereplő információk forrásmegjelöléseként.
- Ez a szócikk részben vagy egészben  az   Ulmus pumila var. arborea című angol Wikipédia-szócikk ezen változatának fordításán alapul.  Az eredeti cikk szerkesztőit annak laptörténete sorolja fel. Ez a jelzés csupán a megfogalmazás eredetét és a szerzői jogokat jelzi, nem szolgál a cikkben szereplő információk forrásmegjelöléseként.